# 夢の豪邸づくり
夢の豪邸づくり（ゆめのごうていづくり、Battle of The Power Tools）は、2007年3月3日に発表されたトムとジェリー テイルズの作品である。
本作はイソップ童話「ウサギとカメ」および「アリとキリギリス」の豪邸建設版となっており、トムが「ウサギ」および「キリギリス」役に、ジェリーが「カメ」および「アリ」役にそれぞれ相当する。また昨今問題になっている「カスハラ（カスタマーハラスメント）」の末路も描かれており、「理不尽な要求をせず我慢することの大切さ」を問いかけている。

## ストーリー
宝くじ券を購入後、いつものように追いかけっこをしていたトムとジェリーは偶然にもボロ家へたどり着き、そこでテレビを点けると宝くじの当せん番号が発表されていた。二人は手元にあった宝くじ番号を発表される数字と照合し、やがて全ての数字が発表番号と合致して大当たりとなる。そこへ地元マスコミが取材に訪れ、賞金の使い道として「半分ずつ山分けしてそれぞれの豪邸を建ててはどうか」と提案。やがて二人はそれぞれ高級リムジンに乗って豪邸建設予定地へ向かったのち、業者を雇って建設費を支払い、豪邸建設へ乗り出すことにした。
それぞれの設計図を眺めつつ、仮住まいのトレーラーハウスにて新居が建てられる様子を見守るトムとジェリー。だが建設計画を着工前に全く検討していなかったトムは、施工中にジェリーへの対抗意識を強め、当初の施工指示書に無い設計変更要求を現場監督へ繰り返しては、その都度追加工費を支払う。新居建設の様子を双眼鏡で眺めている最中、作業員が休んでいるのを目の当たりにしてさっさと仕事に戻るよう現場監督へ文句を言うも、「（労災事故を防ぐための）労働協約で保障された休憩時間だから、急ぎなら自分でやれ」と断られる。不満を募らせてやけになったトムは、ブルドーザーを勝手に運転して工事現場へ突っ込み、建設途上の新居を壊してしまう。これにより建て直しで工期が予定より遅れ、さらなる追加工費を支払う。
加えて、トムはジェリー宅のプール設計図を植木鉢に隠れて盗み見。やがてプール設置作業が始まったのを見て自分もプールを欲しがり現場監督へ要望するが、「プールは施工指示書に無いから欲しければ自分で造れ」と拒まれ、プールをトム自ら造るも給水に失敗。水圧が強すぎて暴れたホースの水を家屋内へ大量に突っ込ませ、先ほどトムに現場を荒らされて建て直されたばかりの新居が全壊してしまう。
これらの言動によって賞金が底をつき、追加工費を支払えなくなったため、トムの家を建てていた業者は撤退する。慌てたトムは以前のボロ家の外側に自身で新居の外観をでっち上げるが、玄関ドアを閉めると衝撃で壁が倒れ、その内側にあった以前のボロ家も全壊。豪邸建設でもジェリーに勝ちたいと我田引水したトムは、新居を持つどころか家も失ってしまう末路を辿った。
一方ジェリーは、建設計画や設備を着工前に十分検討。施工中は現場監督へ設計変更要求を一切せず、新居建設の様子を作業の邪魔をせず黙って見守っていたため、工事は当初の計画通り順調に進み、追加工費を支払うことなく無事に念願の新居を持つことができた。

## 登場キャラクター
トム
宝くじ券を購入後、いつものようにジェリーを追いかけるうちにボロ家へたどり着き、そこでテレビ番組を見て「大当たり」だったことに気づき狂喜乱舞。 やがて取材に訪れた報道陣の勧めで、その賞金をジェリーと山分けし自身の新居を建てようと決意する。
建設予定地へ向かったのち、雇った業者へ規定の建設費を支払い、自身とジェリーの豪邸建設が着工。新居建設を双眼鏡で観察する。
だが建設計画を着工前に自身で十分検討しないまま施工本番に臨み、やがて「自身の家はジェリーの家より小さく見える」と思い込み敵対心を抱く。準備不足と見切り発車もあり、家を拡張すべく当初の施工指示書に無い設計変更要求を現場監督へ繰り返しては、その都度追加工費を支払っていく。
さらには作業員が休んでいるのを見て腹を立て、ブルドーザーを勝手に運転して建設途上の新居を壊したり、ジェリー新居へのプール設置作業が始まったのを見て自身もプールを欲しがり、その旨を現場監督へ要望するも断られたため自力でプールを造るも給水に失敗し、建て直されたばかりの新居を全壊させたりと、勝手な行動をとってはそのたびに墓穴を掘る。
これらの行動の結果、手元の賞金は次々と追加工費に消えていき、ついには追加工費を支払えなくなったため、建築業者は現場から撤退。残された建材と工具で新居を外観だけでっち上げるも、すぐ壊れてしまい、念願の新居は結局持てずじまいとなる末路を辿る。
ジェリー
宝くじ券を購入後トムと共にボロ家へたどり着く。そこでテレビで放送されていた番組により宝くじの当選を知り、取材に訪れた報道陣からの勧めで賞金をトムと山分けし自身の豪邸を建てることを決意。建設予定地へ向かい、トム同様規定の建設費を業者へ支払ったのち着工合図のホーンを鳴らす。
トムとは異なり事前準備を整えてから施工本番に臨んでおり、作業中は何もせず黙って見守ったため、工事は順調に進んで念願の新居を無事完成させた。最後は現場監督からの説明に耳を傾けつつ、給水が完了したプールに浮き袋座椅子を浮かべ、サングラスをかけてレモネードを飲みながらくつろいでいる。
なお「ジェリーに勝ちたい」と野望を抱いたトムが勝手な行動の末に豪邸を持てずに終わったことは最後まで知らなかった。
トムの家を建てる業者の現場監督
規定の建設費をトムより受け取ると、部下を引き連れてトムの豪邸建設を着工。だが施工本番中、施工指示書に無い設計変更要求をトムに次々され、その都度請求した追加工費をトムより受け取っては「家を大きくしたければ追加の工費がかかる」「休憩時間は契約で保障されて設けられているのだから、急ぎなら自分でやれ」「プールが欲しければ自分で造れ。穴を掘りコンクリで固めて水を入れれば、素人でも造れる」などと断る。
やがてやけになってブルドーザーを盗んだトムに建設途上の新居を荒らされたり、トムが勝手に造ったプールへの給水に失敗して新居を全壊させられたりと、作業を邪魔され、工期が予定より遅れて追加工費が膨らんだことに呆れる。
最後は追加工費をトムが支払えなくなると「工事には様々な経費がかかる。カネが無いなら家を持つのは諦めろ」と突き放し、自分で家を建てるトムのために建材と工具を残して現場から撤退する。
ジェリーの家を建てる業者の現場監督
着工式典にて規定の建設費をジェリーより受け取ると、部下を引き連れてジェリーの豪邸建設を着工。工事の途中経過もジェリーへ報告した。
業者の作業員たち
現場監督の指示に従ってトム・ジェリーそれぞれの新居建設工事に従事し、昼休み中は現場へ出張してきたキッチンカーより昼食と飲み物を購入した。
ジェリーの新居を建てていた作業員は当初の計画通り工事を無事に終えることができたが、トムの新居を建てていた作業員はトムの要求に翻弄され続けた挙句、最後はトムが追加工費を支払えなくなったのを受け監督とともに撤退している。
キッチンカーの調理&販売員
トムとジェリーの新居工事現場へ出張し、昼休み中の作業員へ昼食と飲み物を販売した。
テレビ番組の司会者
宝くじの当選番号を番組内で発表した。
報道陣
トムとジェリーが宝くじ高額当選者になった情報を聞きつけて取材に訪れ、賞金を半分ずつ山分けしてそれぞれ自分の豪邸を建てることをトムとジェリーへ提案した。

## 作品に登場する車両
ミニクーパー
最初の場面で登場。トムとジェリーが追いかけっこをしていた道路の傍らに停められていた。
BMW
トムとジェリーがたどり着いたボロ家の駐車場に停められていたが、自力走行できないほどボロボロになっていた。
高級リムジン
施主のトムとジェリーを豪邸建設予定地へ運ぶイギリス・ロールスロイス社製の白塗り高級車。ドア数が一般乗用車より多い特別仕様車で、トムを乗せた車はドアが左右3対、ジェリーを乗せた車は左右16対それぞれある。
トレーラーハウス
施主のトムとジェリーが新居建設期間中の仮住まいとして使用。ジェリーの家を建てる業者の現場監督の説明によると、新居に用いるタイルの色や素材は客自身で選べる他、車の中にはカプチーノやスコーンなどを用意されている。
パワーショベル
家屋やプールの土台を造るための穴を掘ったり、側溝・建材・土のうなどの吊り上げ運搬に使用。
クレーン車
建材やプール本体の吊り上げ設置に使用。本作には一般道路を走行可能な小型クレーン車ではなく、大規模工事現場用のクローラークレーンが登場している。
コンクリートミキサー車
土台の型枠へ生コンを流し込む。トムが自ら地面に穴を掘って造ったプールへも生コンを流し込もうとするが、トムは車両の真後ろへ立ちバック誘導時にミキサー車を停止させる位置を誤ったため、車両より降ろされた生コンにトム自身が埋もれてしまった。
ダンプカーと手押し一輪車
土砂・建材・土のう・セメントなどの運搬に使用。本作には一般道路を走行可能な中型や小型ダンプカーではなく、大型タイヤを装着したオフロードダンプが登場している。
ブルドーザー
家屋建設場所の整地に用いられる。作業員の昼休み中、工事を急ぐトムがこれを盗んで工事現場を荒らし、建設途上の新居をも破壊してしまう。
キッチンカー
昼休み中の作業員たちへ昼食と飲み物を販売するバン型車両。

## DVD
- 「トムとジェリーテイルズ・お仕事編」第2話に収録されている（4:3画面、ステレオ音声。再生時にメニュー操作で「日本語音声」・「英語音声」・「字幕なし」・「日本語字幕」・「日本語吹き替え用字幕」・「英語字幕」をそれぞれ選択可）。